# タクシー・ブルース

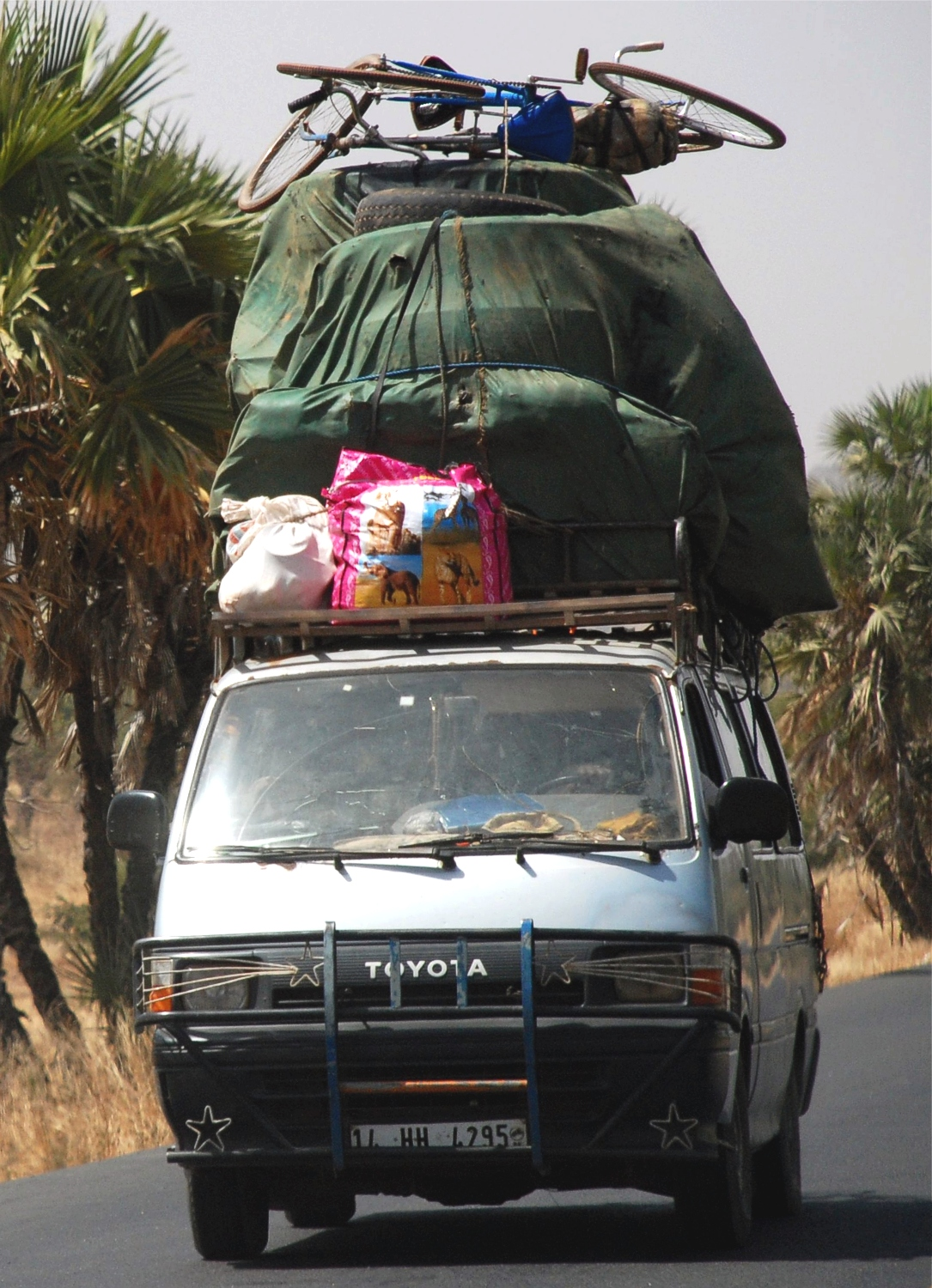
トヨタ・ハイエースを使ったタクシー・ブルース（ブルキナファソ）。

タクシー・ブルース（フランス語: Taxi-Brousse）とは、アフリカにおいて都市間を結ぶ乗り合いタクシーの一種である。「タクシー・ブルース」はフランス語での呼称。プジョー・504のような8座席の乗用車に7～10人程度の乗客が乗せられていることが多い。このタイプのタクシーは、7人の客席があるため、セネガルなどではセットプラース（Sept-places）ともよばれる。